# Кишкова непрохідність
Кишко́ва непрохі́дність (лат. Ileus)— порушення пасажу кишкового вмісту в напрямку від шлунку до заднього проходу. Вона не являє собою окрему нозологічну форму, є синдромом і буває ускладненням найрізноманітніших захворювань. Серед причин, які спричинюють непрохідність, найчастішою є злуковий процес у черевній порожнині, обтурації пухлинами, перекрути та вузлоутворення, інвагінація кишки, обтурації сторонніми тілами та жовчними каменями, гострі запальні процеси черевної порожнини, перфорація порожнистих органів. Одначе, причина непрохідності визначає лише розвиток пускових механізмів захворювання та черговість їх підключення. Через певний період часу патологічні процеси, незалежно від причини непрохідності, набувають спільного, універсального характеру — спричиняючи інтоксикацію та водно-електролітні розлади, що супроводжується типовими клінічними ознаками. У зв'язку з цим діагностична і лікувальна тактика дуже схожі, при різних причинах непрохідності. За летальністю в абсолютних цифрах ця патологія ділить 1-2-ге місця серед всіх гострих захворювань органів черевної порожнини.

## Класифікація

### За клінічним перебігом
- Хронічна
- Гостра
  - Клініко-статистична класифікація Гостра непрохідність кишок:[1]
    - Етіологія:
      - E1 — механічна {Xх}
        - (X1) — обтураційна,
        - (X2) — странгуляційна,
        - (X3) — змішана.

      - E2 — динамічна {Xx}
        - (X1) — паралітична,
        - (X2) — спастична.

    - Локалізація:
      - L1 — тонкої кишки,
      - L2 — товстої кишки,
      - L3 — тонкої і товстої кишок.

    - Вид непрохідності:
      - R1 — (спайкова непрохідність),
      - R2 — (заворот тонкої кишки),
      - R3 — (заворот сигмоподібної кишки),
      - R4 — (заворот сліпої кишки),
      - R5 — (заворот ободової кишки),
      - R6 — (вузлоутворення),
      - R7 — (обтурація кишки пухлиною),
      - R8 — (обтурація кишки жовчним камінцем),
      - R9 — (обтурація кишки клубком аскарид),
      - R10 — (інвагінація кишки).

    - Ускладнення:
      - О1 — перитоніт,
      - О2 — некроз кишки.

Макет клінічного діагнозу: Гостра {Eх непрохідність{Lх кишки}}{(Rх)}, {ускладнена Ох}

### Морфо-функціональна класифікація
- Динамічна непрохідність
  - Спастична
  - Паралітична
- Механічна непрохідність
  - За механізмом непрохідності
    - Странгуляційна (защемлення, перекрут(«заворот»), вузлоутворення)
    - Обтураційна (обтурація пухлиною, чужорідним тілом, каловими і жовчними каменями, безоаром, копролітом, клубком аскарид)
    - Змішана (інвагінаційна, злукова(«спайкова»))

  - За рівнем локалізації перешкоди
    - Висока (тонкокишкова)
    - Низька (товстокишкова)

### За походженням
- Вроджена
- Набута

### За пасажем кишкового вмісту
- Повна
- Часткова

### Згідно з МКХ-10
МКХ 10 перегляду:
- Клас XI Хвороби органів травлення
  - Блок К 55 — К 63 Інші захворювання кишки
    - К 56 Паралітичний ілеус і непрохідність кишки без грижі
    - К 56.5 Кишкові зрощення [спайки] з непрохідністю
    - К 56.6 Інша і неуточнена кишкова непрохідність

  - Блок К 90 — К 93 Інші хвороби органів травлення
    - К 91.3 Післяопераційна кишкова непрохідність

## Етіологія
В основі розвитку механічної кишкової непрохідності лежать анатомічно обумовлені особливості, вродженого чи набутого характеру. Таким етіологічним фактором може бути наявність доліхосігми (розширеної сигмоподібної кишки), рухомої сліпої кишки, додаткових кишень чи складок очеревини. Частіше це набуті фактори, такі як спайковий процес у черевній порожнині видовження сигмоподібної кишки в старечому віці, зовнішні та внутрішні грижі. Спайковий процес у черевній порожнині може розвиватися після перенесених запальних захворювань, травм, операцій. Найбільше значення мають ізольовані міжкишкові, кишково-парієтальні та парієтально-сальникові спайки, які утворюють у черевній порожнині грубі тяжі та «вікна». Також спричинити кишкову непрохідність можуть пухлини різних відділів кишки. Обтурація може настати внаслідок здавлення кишкової трубки пухлиною ззовні, із сусідніх органів, чи внаслідок перифокальної інфільтрації чи запальної інфільтрації. Екзофітні пухлини, поліпи, дивертикул Меккеля можуть спричинити інвагінацію.
За наявності цих факторів непрохідність виникає під впливом провокуючих факторів — збільшення внутрішньочеревного тиску, порушення моторики кишки (вживання великої кількості клітковини в літньо-осінній період, переїдання після голодування, перехід від грудного до штучного вигодовування тощо).
Причини розвитку динамічної кишкової непрохідності різноманітні. Частіше це травма, післяопераційний стан, метаболічні порушення (гіпокаліємія), перитоніт, зниження фізичного навантаження (постільний режим), тривала жовчна та печінкова колька, ураження головного чи спинного мозку, отруєння солями важких металів, та ін.

## Патогенез
Визначними ланками патогенезу є порушення водно-електролітного обміну, кислотно-основного стану, втрату білків, ендогенна інтоксикація, кишкова недостатність та больовий синдром.
Перерозтягнення стінки кишки застійним вмістом спричинює порушення мікроциркуляції та гіпоксію стінки кишки.
На ранніх стадіях механічної непрохідності перистальтика посилюєтеся. Збудження парасимпатичної нервової системи, при збереженні перешкоди, може спричинити виникнення антиперистальтики. Надалі гіпертонус [Симпатична нервова система|симпатичної нервової системи]] спричинює фазу пригнічення моторики. У пізніх стадіях, через наростання циркуляційної гіпоксії кишкової стінки, поступово втрачається як можливість передачі імпульсів по інтрамуральній системі, так і можливість м'язових клітин сприйняти імпульс — розвивається параліч кишки.

### Гуморальні порушення
Пов'язані з втратою білків, води і електролітів (блювання, депонування в кишці, стінці кишки та черевній порожнині). Ці втрати призводять до гіповолемії та дегідратації тканин, порушенням мікроциркуляції та гіпоксії тканин. Внаслідок гіповолемії і дегідратації збільшується синтез анти-діуретичного гормону та альдостерону. Як наслідок кількість сечі зменшується, збільшується реадсорбція натрію і секреція калію. Замість трьох іонів калію в клітину надходять два іони натрію і один іон водню, це зумовлює внутрішньоклітинний ацидоз, гипокаліємію та метаболічний позаклітинний алкалоз. Гіпокаліємія спричинює зниження м'язового тонусу та пригніченням перистальтичної активності кишки. При подальшому прогресуванні патологічних змін, у зв'язку з деструктивними змінами в стінці кишки, розвитком перитоніту та олігурії виникає гіперкаліємія і метаболічний ацидоз.
За рахунок голодування, блювоти, пропотівання в просвіт кишки та черевну порожнину — втрачається також значна кількість білків.

### Ендотоксикоз
В умовах порушеного пасажу, зниження активності травлення і активізації мікроорганізмового ферментативного розщеплення, вміст кишки починає розкладатися і гнити. Цьому сприяє розмноження кишкової мікрофлори в застійному хімусі. Збільшується кількість продуктів неповного гідролізу білків — токсичних молекул середнього розміру. В нормі вони не всмоктуються, але в умовах циркуляційної гіпоксії стінка кишки втрачає свою бар'єрну функцію і частина цих токсинів попадає в кровоносне русло. Важливим моментом ендотоксикації є мікроорганізмовий фактор. Застій сприяє розмноженню мікроорганізмів і колонізація тонкої кишки товстокишковою мікрофлорою. Виділення ендо- і екзотоксинів, порушення бар'єрних функцій спричинюють транслокацію бактерій у портальний кровотік та перитонеальний ексудат. Ці процеси лежать в основі системної запальної реакції.
Розвиток некрозу і гнійного перитоніту це ще одне джерело ендотоксикозу.
При подальшому розвитку порушень метаболічних процесів виникає поліорганна недостатність, притаманна тяжкому сепсису.
Наразі прийнято називати терміном «Кишкова недостатність» специфічні для непрохідності порушення моторної і секреторно-резорбтивної функцій кишки, разом з деякими іншими патологічними проявами (порушення бар'єрної функції, пригніченням місцевого імунітету)

### Патоморфологія
Зміни залежать від виду непрохідності.
При странгуляційній непрохідності первинно порушений кровообіг. Ішемічні і некротичні зміни настають раніше і мають більш виражений характер.
Обтураційна непрохідність спричинює вторинні порушення кровообігу в кишковій стінці, за рахунок її перерозтягнення. Спочатку вона потовщена за рахунок набряку та венозного застою, потім значно витончується, має ціанотичний відтінок. Збільшення внутрішньо кишкового тиску до 10 мм рт. ст. породжує крововиливи та утворення виразок протягом 24 годин. Тиск до 20 мм рт. ст. спричинює незворотні некротичні зміни.
У товщі кишкової стінки виникає запальна лейкоцитарна інфільтрація. Під впливом біологічно активних амінів виникає ішемічний параліч перикапілярних сфінктерів, прогресує стаз у судинах мікроциркуляторного русла, збільшується агрегація формених елементів крові.
Вивільняються тканинні кініни і гістамін. Порушують проникність судинної стінки, що сприяє інтерстиційному набряку кишки та її брижі і пропотіванню рідини в просвіт кишки та черевну порожнину.
При прогресуванні гіпоксії та некротичних процесів може відбутися перфорація кишкової стінки.

## Клінічні ознаки
Головні симптоми — біль, здуття живота, блювання, затримка випорожнень і газів.
Біль — звичайно раптовий, незалежно від прийому їжі і пори доби, без предвісників, без чіткої локалізації.
- Біль при механічній непрохідності
  - При обтураційній непрохідності поза переймоподібним болем зникає майже зовсім.
  - При странгуляційній непрохідності біль постійний з переймоподібними посиленнями

При прогресуванні захворювання біль стихає на 2-3 добу (перистальтика припиняється)
- При динамічній непрохідності біль постійний, тупий, розпираючий.

Блювання — має рефлекторний характер, рвотні маси — застійний шлунковий вміст. На пізніх стадіях нестримне блювання з каловим вмістом і запахом. При низькій локалізації непрохідності блювання виникає пізніше з більшими проміжками.
Затримка випорожнень і відходження газів — патогномічна рання ознака непрохідності. При високій непрохідності на ранніх етапах можуть бути багаторазові дефекації. При інвагінації із заднього проходу може виділятися кров.
Звертається увага на анамнез — перенесені операції, травми живота, запальні захворювання, періодичний біль, здуття, бурчання, розлади стільця.
Яскравішу клінічну картину дає висока кишкова непрохідність.
Загальний стан середньої тяжкості чи тяжкий, в залежності від форми та тривалості захворювання. Температура тіла спочатку в нормі, при странгуляційній непрохідності може настати колапс зі зниженням температури до 35 °C. Надалі з розвитком інтоксикації та перитоніту виникає гіпертермія.
Пульс з початку захворювання в нормі. Наростання ендотоксикозу та зневоднення проявляється тахікардією. Спостерігається симптом «токсичних ножиць» — відносно низька температура і висока ЧСС.
Язик сухий з брудним нашаруванням.
Огляд живота у хворих з підозрою на кишкову непрохідність розпочинають з огляду всіх можливих місць виходу гриж, щоб виключити їхнє защемлення. Оглядається на наявність післяопераційних рубців, які можуть вказати на злуковий характер непрохідності.
Здуття живота найбільш постійна ознака непрохідності. Як правило чим триваліша непрохідність, тим більше здуття живота. При високій непрохідності здуття незначне, часто асиметричне, чим нижче непрохідність, тим більше виражений цей симптом. Асиметрія живота часта ознака странгуляційної непрохідності, іноді у виснажених хворих можна побачити роздуті петлі кишки, які періодично перистальтують. Видима перистальтика — симптом механічної непрохідності. Пальпація живота в міжнападовий період до розвитку перитоніту не болюча, дефанс (напруга м'язів передньої черевної стінки) відсутній, симптом Щоткіна — Блюмберга негативний. У початковому періоді вислуховують дзвінку перистальтику, в міру розвитку захворювання кишкові шуми зникають.

### Основні симптоми
- Симптом Валя — локальне здуття живота при пальпації в цій ділянці роздутої петлі кишки, над якою визначається високий тимпаніт.
- Симптом Шимана — при завороті сигмоподібної кишки. Локальне здуття ближче до правого підребер'я, тоді як в лівій здухвинній ділянці спостерігається западання.
- Симптом Тевенара — при завороті тонкої кишки. Різка болючість при пальпації живота на 2-3 см нижче пупка по серединній лінії (місце проєкції кореня брижі).
- Симптом Склярова — аускультативно «шум плеску» при сукуссії (легкому струсі живота).
- Симптом Спасокукотського-Вільмса — аускультативно «шум падаючої краплі»
- Симптом Шланге — перистальтику спричинює пальпація чи постукування по черевній стінці.
- Симптом Лотейсена — аускультативно вислуховуються серцеві шуми в черевній порожнині.
- Симптом Грекова («Обухівської клініки») — атонія ректального сфінктера та балоноподібне здуття пустої ампули прямої кишки.
- Симптом Цеге-Мантефейля — малий об'єм дистального кінця кишки при постановці сифонної клізми (~500мл).
- Симптом Ківуля — металевий відтінок перкуторного звуку.

## Стадії кишкової непрохідності
- Початкова — місцеві прояви порушення пасажу. Триває від 2 до 12 годин. Присутній больовий синдром і місцеві симптоми.
- Проміжна — (уявного благополуччя) розвиток кишкової недостатності, водно-електролітних розладів, ендотоксимії. Триває 12-36 годин. Біль втрачає переймоподібний характер, стає постійним, живіт здутий, є шум плеску, затримка випорожнень і газів.
- Пізня — перитоніт і тяжкий абдомінальний сепсис. Тяжка загальна запальна реакція, поліорганна недостатність, інтоксикація, дегідратація, розлади гемодинаміки, живіт здутий, перистальтика не вислуховується, є перитонеальна симптоматика.

## Інструментальна діагностика
Рентгенологічне обстеження:
- Кишкові арки — тонка кишка роздута газами, в нижніх колінах арок видно горизонтальний рівень рідини, і його ширина менша ніж висота газового стовпа.
- Чаші Клойбера — горизонтальні рівні рідини з куполоподібними просвітами і мають вигляд перевернутої чаші.
- Симптом перистості (пружини) — при високій непрохідності, пов'язаний з набряком тонкої кишки.
- Рентген контрастне дослідження — при затримці в шлунку понад 6 годин чи 12 годин у тонкій кишці дозволяє запідозрити порушену прохідність.
- Іригоскопічне дослідження — дозволяє виявити обтурацію пухлиною чи симптом тризубця — ознаку ілеоцекальної інвагінації.

Колоноскопія — при проведенні колоноскопа по кишці виявляється місце виникнення непрохідності.
УЗД

## Диференційна діагностика
Усі гострі хірургічні захворювання органів черевної порожнини здатні призвести до розвитку перитоніту і всі перебігають з явищами динамічної (паралітичної) кишкової непрохідності.
- Обтураційна чи странгуляційна? — виключити защемлення гриж. На странгуляційний характер (заворот, вузол, защемлення) вказує виразний біль, блювання з самого початку, асиметрія живота, стан швидко погіршується, відсутні світлі проміжки.

Рентгенологічні ознаки: Обтураційна: товстокишкові чаші «Клойбера», в  яких ширина рівня рідини менша за висоту газового пухиря над ним; пневматизація товстої кишки та її інтерпозиція, на  фоні газу проглядається рельєф слизової оболонки товстої кишки — напівмісячні  арки;
Странгуляційна: тонкокишкові  арки  з горизонтальними рівнями рідини — чаші  «Клойбера», розтягнення  керкрингових  складок  у   вигляді пружини, відсутність пневматизації товстої кишки.
- Висока чи низька? — висока характеризується раннім блюванням, відходженням газів і випорожнень (на ранніх стадіях), швидким зневодненням, симптом Валя.
- Механічна чи динамічна? — дуже тяжке і відповідальне питання, оскільки оперативне втручання у випадку динамічної непрохідності лише погіршить стан хворого. Часто застосовується консервативне лікування без уточнення діагнозу.

Рентгенологічні ознаки: Для динамічної непрохідності характерні: високе стояння та обмеження рухливості куполів діафрагми; велика кількість газу в атонічному шлунку, петлях тонкої і товстої кишок, рівномірне розташування та відсутність переміщення рідини в межах роздутої кишкової арки, відсутність розтягнення керкрингових складок у вигляді пружини.
- Крім того для диференціації паралітичної кишкової непрохідності від механічної хворий випиває склянку холодної води, у разі механічної непрохідності кількість горизонтальних рівнів рідини збільшується.

## Лікування
Існує Уніфікований клінічний протокол надання медичної допомоги хворим з гострою непрохідністю кишок. Проте, ці протоколи не зареєстровані у Мінюсті України[джерело?].
- Госпіталізація в хірургічний стаціонар
- Пацієнти з усіма видами механічної непрохідності, та непрохідності, ускладненої перитонітом, потребують негайної операції (найближчі 1.5-2 години)
- Динамічна непрохідність — консервативне лікування.
- Сумнів у диференціюванні механічної та динамічної непрохідності за відсутності перитоніту — консервативне лікування.

### Консервативне лікування
- Провести декомпресію (аспірація назогастральним, гастроєюнальним зондами, постановка клізм, інтубація звуженої ділянки)
- Корекція водно-електролітного обміну, ліквідація гіповолемії, компенсація дефіциту калію.
- Реологічно активні засоби (реополіглюкін, пентоксифілін)
- Нормалізація білкового балансу (альбуміни, протеїни, плазма)
- Детоксикація і профілактика гнійно-септичних ускладнень (гемодез, маннітол, антибактеріальні засоби)
- Вплив на перистальтичну активність
  - при посиленні й переймоподібному болю — спазмолітики (атропін, дротаверин, платифілін)
  - при парезі — в/в хлорид натрію (гіпертонічний), гангліоблокатори (прозерин, токи Бернара на передню черевну стінку.)

Призначають лікувальний розвантажувальний комплекс який включає:
- Ациклідин 1мл 0,2 %, прозерин 1мл 0,05 %, натрію хлорид 40-60 мл 10 % в/в.
- Поперекова новокаїнова блокада — 0,25 % 80-100мл
- Сифонна клізма. Для сифонної клізми використовують воду кімнатної температури в кількості 10-15 л. Замість твердого наконечника використовують товсту гумову трубку (ректальний зонд), яку вводять через пряму кишку на глибину 25-50 см. У процесі маніпуляції слідкують, щоб у кишку не поступало повітря. Сифонна клізма виконується тільки в присутності хірурга, який слідкує за правильністю її виконання, станом хворого і оцінює її результати.

Інтервал між кожною маніпуляцією розвантажувального комплексу не повинен перевищувати понад 15 хвилин і вони повинні виконуватись у вказаній послідовності.
Цей комплекс можна повторювати декілька разів. При неефективності консервативного лікування застосовується хірургічне лікування.

### Оперативне лікування
Оперативне лікування вирішує наступні завдання
- Усунення перешкоди для пасажу.
- Ліквідація хвороби яка спричинила непрохідність.
- Резекція нежиттєздатної кишки.
- Попередження наростання ендотоксикозу в післяопераційному періоді.
- Попередження рецидиву непрохідності.

Основні моменти оперативного втручання
- Анестезія.
- Хірургічний доступ.
- Ревізія черевної порожнини.
- Оцінка життєздатності кишки.
- Резекція кишки за показаннями.
- Накладання міжкишкового анастомозу.
- Назоінтестинальна інтубація.
- Видалення токсичного вмісту кишки.
- Санація, дренування, висушування черевної порожнини.
- Закриття операційної рани.

Ознаки життєздатності кишки
- Рожевий колір
- Присутність перистальтики
- Пульсація судин

При відсутності цих ознак в брижу вводять 150—200мл 0,25 % прокаїну, обкладають теплими серветками і проводять повторну оцінку через 5-10 хвилин.
Нежиттєздатна кишка повинна бути видалена в межах здорових тканин від місця явного ураження 40 см привідної та 15-20 см відвідної петель кишки.

### Післяопераційне лікування
Лікування хворих хірургічною ліквідацією непрохідності не закінчується. У післяопераційному періоді проводиться комплексне патогенетичне лікування.
Лікувальний режим
Режим у першу добу після операції, як правило, № 1(ліжковий). Згодом, після невеликих малотравматичних втручань (адгеолізис, деторзія без резекції кишки), призначається режим № 2 (палатний) протягом 2-3діб, після чого хворих переводять на 3-й режим і 4-й (лікувально-тренувальний). Після травматичних операцій (резекція кишки) режим № 1 призначається протягом 2-3діб, після чого пацієнтам дозволяють спочатку сідати в ліжку, підніматися на ноги й лише з 4-5 доби ходити. При цьому ослабленим хворим, особливо при наявності великої післяопераційної рани, рекомендують застосування спеціальних поясів або корсетів, які утримують передню черевну стінку. Тривалість їх носіння визначають індивідуально.
Слід пам'ятати, що раннє вставання хворих сприяє зменшенню ризику розвитку ускладнень, у першу чергу легеневих та тромбоемболічних. Одночасно травматичні операції, наявність великих післяопераційних ран спонукають до пролонгованої затримки пацієнтів у ліжку. У таких випадках, особливо в осіб з тяжкою супутньою патологією, похилого віку, обов'язковою є профілактика пролежнів.
Режим харчування
Режим харчування в післяопераційному періоді залежить від низки факторів, серед яких характер перенесеного втручання, наявність фонової патології тощо. Однак, всім хворим в першу добу після операції показаний голод. Після малотравматичних утручань з другої доби дозволяють вживати воду, кефір. На 3-4 добу призначають відповідну дієту для уражень шлунково-кишкового тракту за відсутності протипоказань.
Після травматичних операцій голод призначається протягом 1-2 діб, пити дозволяють з 2-3 доби. Дієта відповідає основному захворюванню.
Важливе значення має проведення раннього ентерального харчування, особливо в хворих з скомпрометованою функцією кишки (синдромом кишкової недостатності), що частіше спостерігається при гострій кишковій непрохідності, розповсюдженому перитоніті. Для цього з 2-3 доби через зонд, уведений у тонку кишку, вводять збалансовані харчові суміші, що прискорює нормалізацію ентерального гомеостазу, обмінних процесів, відновлення загального гомеостазу.
Знеболювання
Важливе значення має адекватна боротьба з больовим синдромом. Для цього застосовується введення наркотичних анальгетиків (морфін, промедол, омнопон тощо). Періодичність та дози їх уведення залежать від характеру операції, віку та ваги хворих. Тривалість призначення становить у більшості випадків 2-3 доби. Однак, слід пам'ятати про можливі негативні ефекти:
- 1) наркотичну депресію дихання, яка веде до гіповентиляції, бронхоконстрикції, порушення дренажної функції бронхів, гальмування кашлю, можливості розвитку ателектазів, пневмонії
- 2) надмірний седативний ефект (гіподинамія, гіпотермія, пригнічення свідомості)
- 3) артеріальну гіпотензію, брадикардію (особливо на тлі гіповолемії)
- 4) порушення секреторної та моторної функцій шлунково-кишкового тракту
- 5) розвиток побічних ефектів: блювання, нудоти, затримки сечовипускання, випорожнення
- 6) виникнення залежності при тривалому введенні.

Широко застосовуються в практиці ненаркотичні анальгетики, найбільш часто — анальгін, який уводять у вигляді 50 % розчину внутрішньом'язово або внутрішньовенно. Недоліком його є короткочасна дія, тому доцільно призначати препарати більш тривалої дії -баралгін, кетанов тощо. Часто анальгетики вводять разом з антигістамінними препаратами, які потенціюють їхню дію. Найчастіше користуються димедролом у вигляді 1 % розчину 1 мл, супрастином 1-2 % розчином 1 мл, тавегілом 0,1 % по 1 мл. Вводяться внутрішньовенно та внутрішньом'язово 2-4 рази на добу.
Хороший знеболювальний ефект має пролонгована епідуральна анестезія. Цей метод дає можливість проводити безперервну керовану анальгезію. При цьому відсутній негативний вплив на функцію життєво важливих органів, виникають умови для адекватного периферійного та органного кровообігів у зоні знеболення.
Нормалізація гомеостазу
Слід наголосити на особливому значенні нормалізації гомеостазу. Це завдання вирішується шляхом адекватної інфузійної терапії. В значній мірі визначають склад і об'єм інфузійної терапії в 1-шу добу післяопераційного періоду. Усунення клітинної гіпогідратації необхідно постійно поєднувати з поповненням ОЦК, відновленням водно-електролітних, колоїдно-осмотичних ікислотно-лужних взаємозв'язків. Це досягається раціональним використанням керованої гемоділюції з використанням полійонних, колоїдних розчинів, 5 % розчину глюкози.
Для запобігання виходу води з кровоносного русла в інтерстиційний простір слід призначати препарати, які збільшують онкотичний тиск. Це можуть бути: желатиноль, поліглюкін, плазма, альбумін, рефортан тощо.
Дезінтоксикація
Важливий вплив на перебіг процесів відновлення відіграє ендогенна інтоксикація. При гострій кишковій непрохідності вона є основною причиною незадовільних наслідків лікування.
Методи детоксикації поділяють на інтра- та екстра- корпоральні.
Виділяють наступні складові частини інтракорпоральної дезінтоксикації:
- розведення токсинів
- зв'язування токсинів
- виведення токсинів

Розведенню сприяє введення у певній кількості будь-яких розчинів, а також пиття. Для зв'язування токсинів існують спеціальні препарати, серед яких полідез, неогемодез та ін. Крім того, більшість токсинів адсорбуються на крупномолекулярних структурах, якими є компоненти крові та ряд кровозамінників — поліглюкін, желатиноль, гідролізати амінокислот.
Для виведення токсинів застосовують форсований діурез, для чого частіше використовують 1 % лазікс(фуросемід). Сприяє підсиленню діурезу також гемодилюція при збереженій функції нирок.
Важливе значення має відновлення та нормалізація функції легень, як органів детоксикації.
Останнім часом ширше застосовують екстракорпоральну детоксикацію. Сюди відносять: гемодіаліз, гемосорбцію, плазмосорбцію, лімфосорбцію, плазмаферез, лімфоферез, ксеноперфузію.
Ефективним методом детоксикації є ентеросорбція, особливо при патології, яка супроводжується явищами кишкової непрохідності. Для цього хворим через інтестінальний зонд, абоперорально, вводять спеціальні препарати (аеросил, ентеросгель, активоване вугілля тощо), які адсорбують токсини, що є в кишковому вмісті, попереджуючи їх всмоктування.
Корекція порушення функції органів дихання
Суттєвою є корекція порушення функції органів дихання, що частіше зустрічається найближчим часом після операції.
Розрізняють дві основні групи причин порушення газообміну:
- 1) вентиляційні, коли страждає апарат зовнішнього дихання, центральні та периферійні механізми регуляції дихання
- 2) паренхіматозні, коли газообмінна функція легень стає неспроможною внаслідок запальних, деструктивних і метаболічних процесів. На практиці частіше зустрічається змішана дихальна недостатність.

Принципи терапії полягають у проведенні пролонгованої штучної вентиляції легень та оксигенотерапії.
Для боротьби з обмеженою рухливістю легень, що може стати причиною пневмонії, ателектазу, крім описаних вище анальгезії та раціонального режиму руху, використовують лікувальну дихальну гімнастику з спеціальними вправами, які створюють опір на вдиху, та метод, суть якого полягає в тому, що хворі виконують видих через тонку трубку, кінець якої розташований на дні посудини, заповненої водою. При цьому видих слід проводити повільно, як можна довше. Така процедура повторюється протягом п'яти хвилин 5-6 разів на добу і є ефективним засобом розправлення легень.
Важливим патогенетичним аспектом гострої кишкової непрохідності, особливо якщо вона супроводжується септичними ускладненнями, є розвиток гіпоксії. Виходячи з цього, суттєве значення має застосування в таких випадках гіпербаричної оксигенації. Завдяки цьому методу досягається:
- усунення гіпоксії
- збереження та підтримування життєздатності кишкової стінки
- відновлення моторної активності кишки та його резорбтивної здатності
- бактеріостатичний вплив (особливо при анаеробній інфекції) та підвищення ефективності антибактеріальної терапії
- зменшення інтоксикації
- активація імунної реактивності та неспецифічної резистентності;
- нормалізація порушених функцій паренхіматозних органів.

Ліквідація парезу кишки
Крім того, має значення ліквідація післяопераційного парезу кишки, оскільки при цьому зменшується внутрішньоочеревинний тиск, що сприяє вільній рухливості діафрагми.
Після усунення причин розвитку гіпоксії можна використовують дихальні аналептики — сульфокамфокаїн 10 %..
Завдання відновлення перистальтики кишок вирішується комплексно, починаючи з декомпресії кишки під час операції і в перші дні після неї, а потім — шляхом усунення гіпертонусу симпатичної нервової системи тривалою перидуральною блокадою (тримекаїном), а також використанням симпатолітичних або парасимпатоміметичних препаратів (прозерин, ацеклідин, пітуітрин та ін.) в комбінації з внутрішньовенним введенням 10 % гіпертонічного розчину хлориду натрію, лікувальними клізмами, використанням методів рефлексотерапії (компреси, електростимуляція та ін.).
Антибактеріальна терапія
Антибактеріальна терапія повинна мати превентивний і комплексний характер. Ці вимоги реалізують шляхом парентерального введення антибіотиків широкого спектра дії перед операцією, в ході її виконання та в післяопераційний період.
Важливе значення має корекція імунних реакцій. При тяжкому перебігу післяопераційного періоду доцільне використання пасивної специфічної імунотерапії: введення антистафілококової гіперімунної плазми, лейкоцитарної та тромбоцитарної маси, гамаглобуліну та ін.
Симптоматична терапія
При наявності супутньої патології, додатково застосовують ліки для попередження загострення хронічних процесів чи появи приступів. Дана метода вимагає індивідуального визначення лікування з урахуванням сумісності ліків(з попередніх підпунктів теж), що не завжди дозволяє ефективно її здійснювати.
Усі зазначені напрямки лікувальної тактики характеризують тільки загальну схему, яка підлягає індивідуальній корекції й уточненню при лікуванні кожного хворого.
Результати лікування гострої кишкової непрохідності залежать від часу госпіталізації і вчасно проведеної операції. Летальність серед хворих на гостру кишкову непрохідність, оперованих у перші 6 годин становить 3,5 %, а серед оперованих після 24 годин — 25 % і більше. У середньому вона становить 13-18 %.

## Галерея

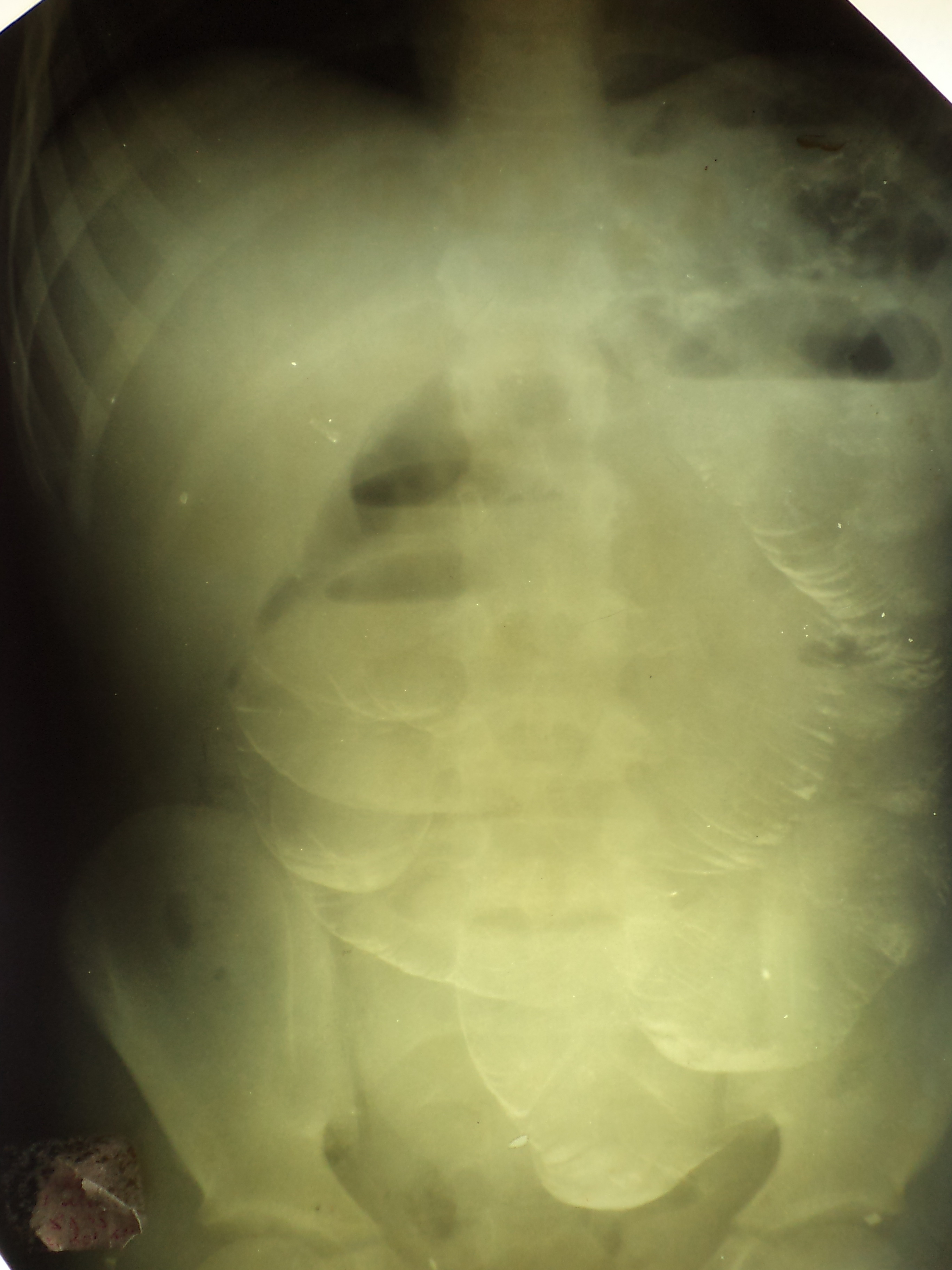
Аскаридоз
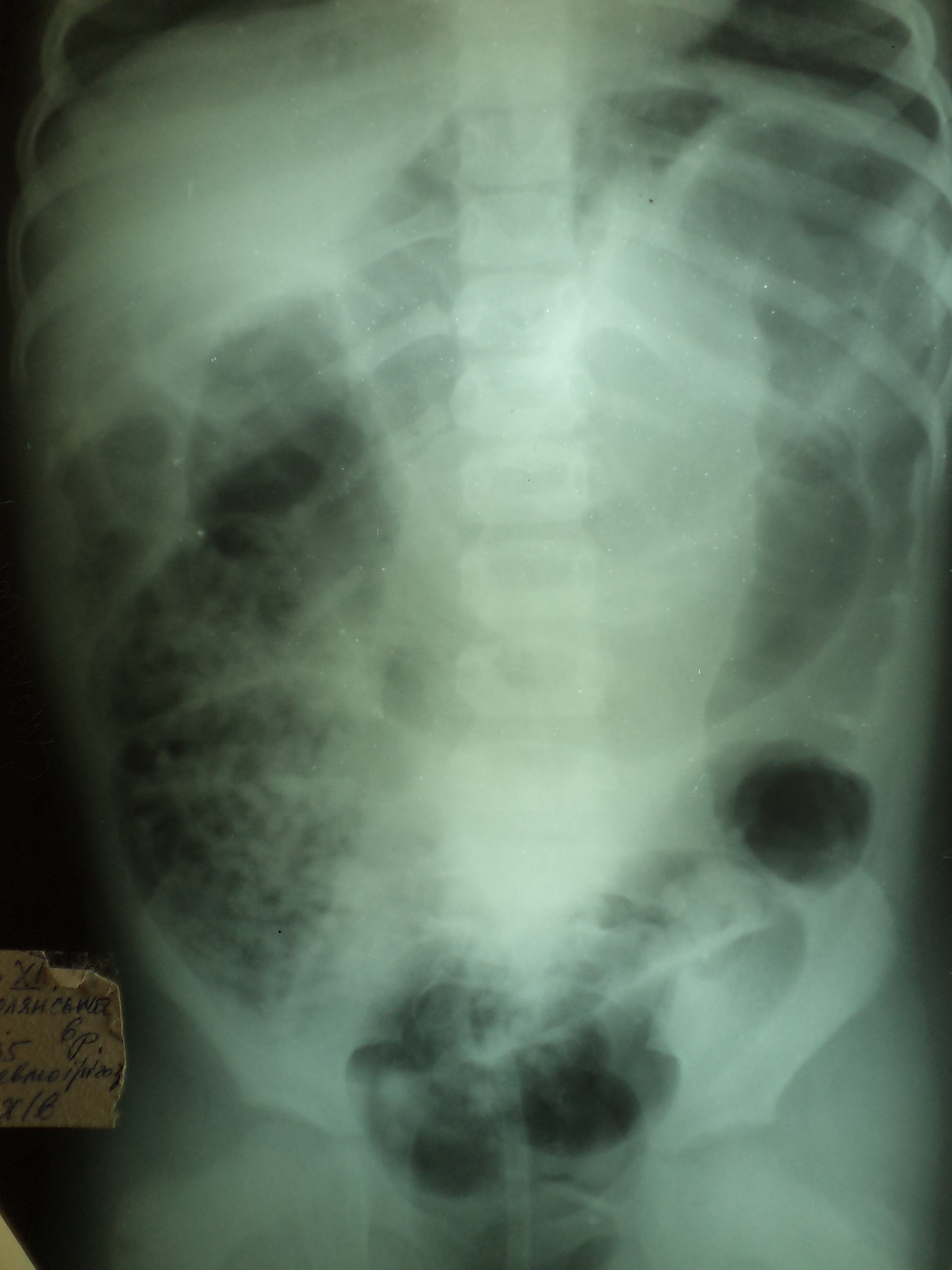
Аскаридоз
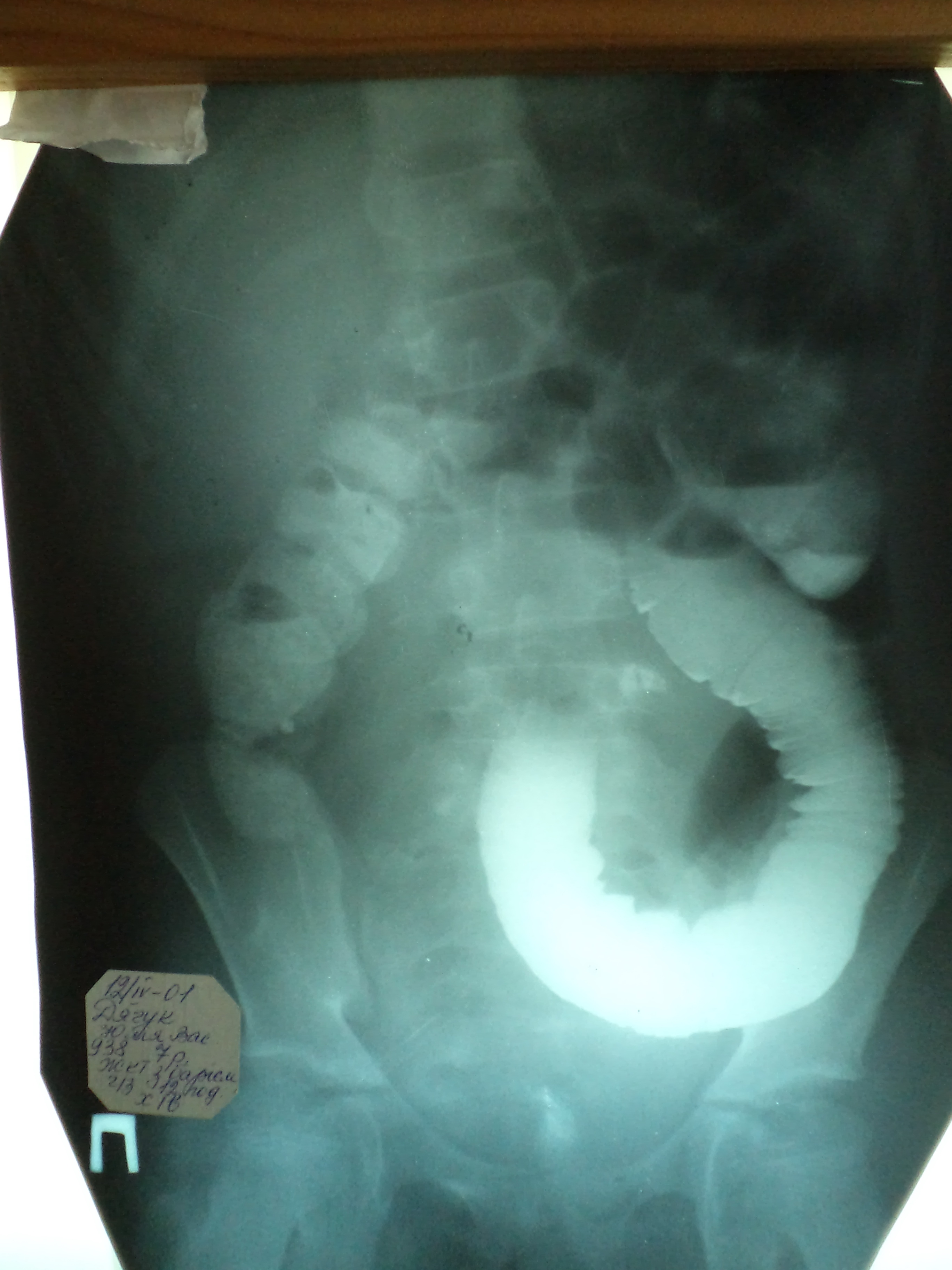
Іригоскопія[en]
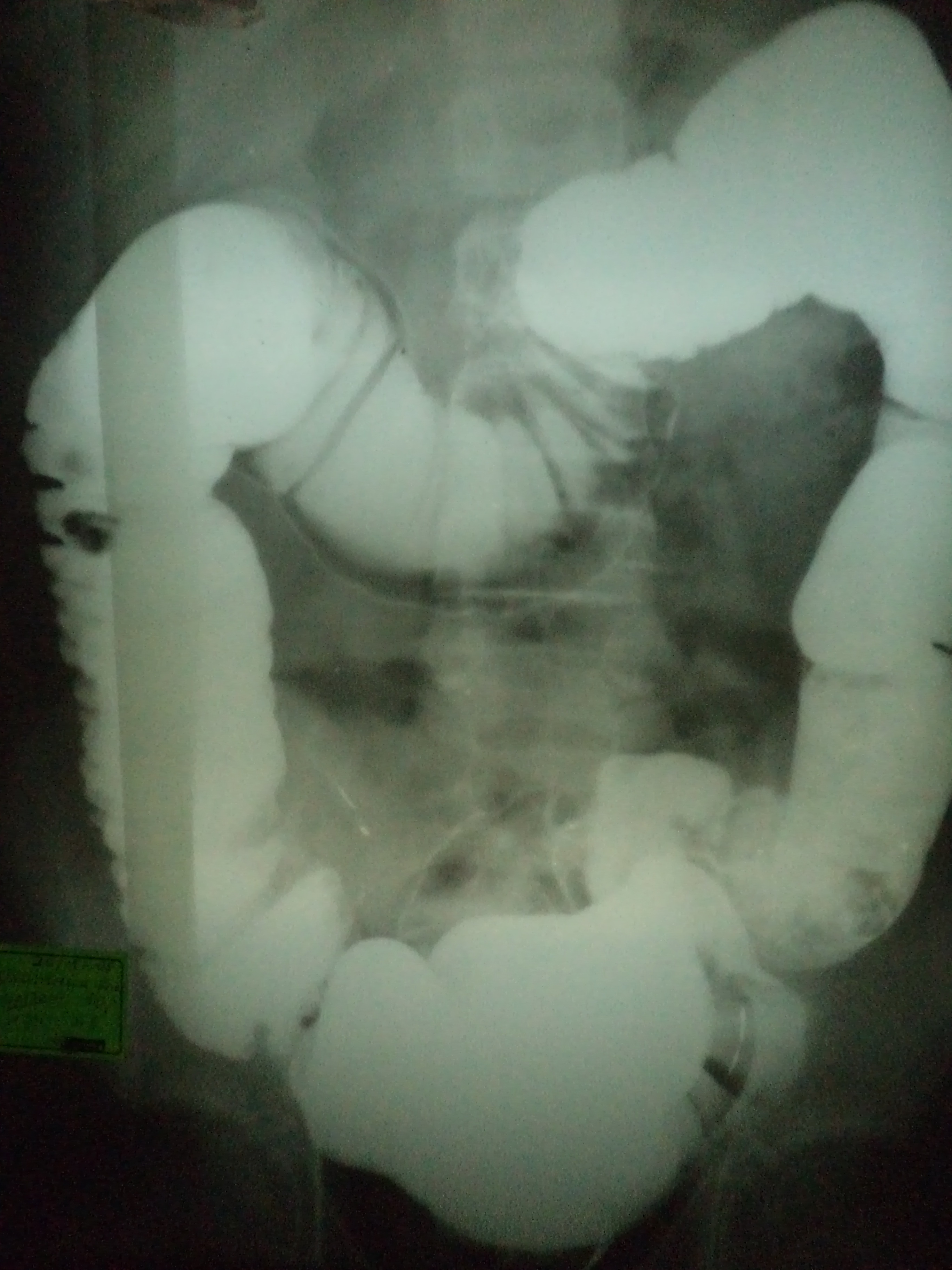
Іригоскопія
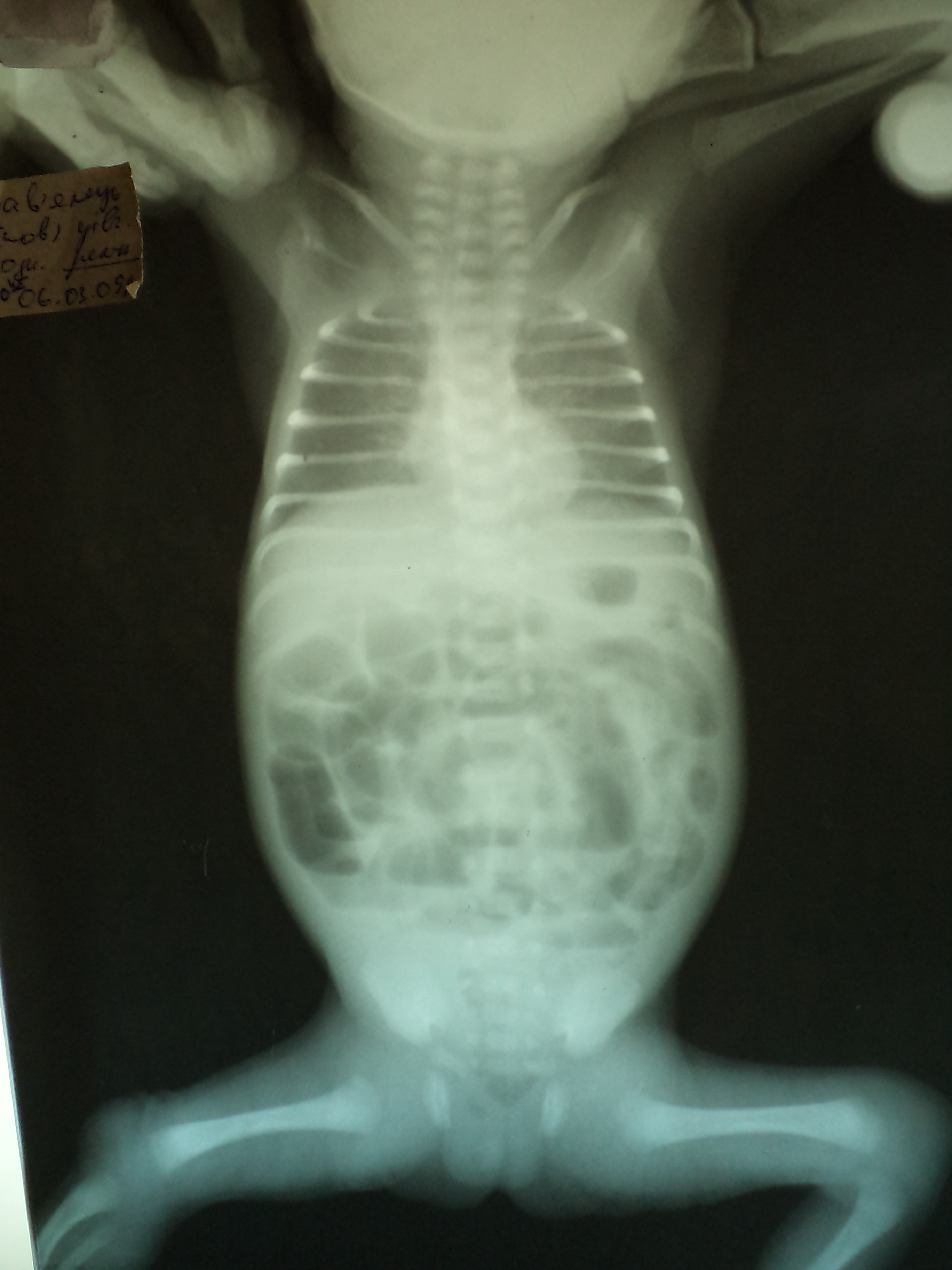
Рентгенологічні ознаки кишкової непрохідності у дитини
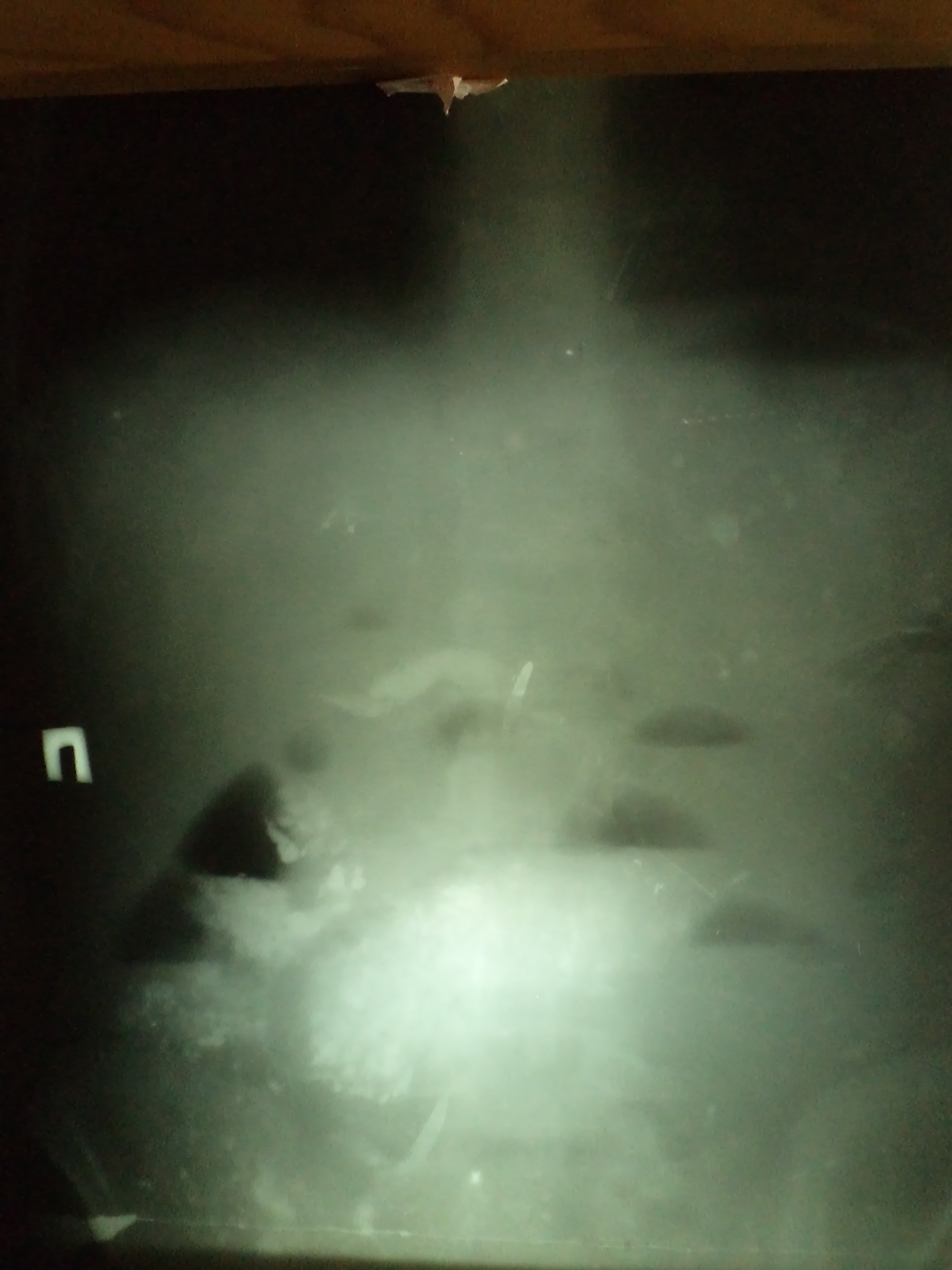
Чаші Клойберга
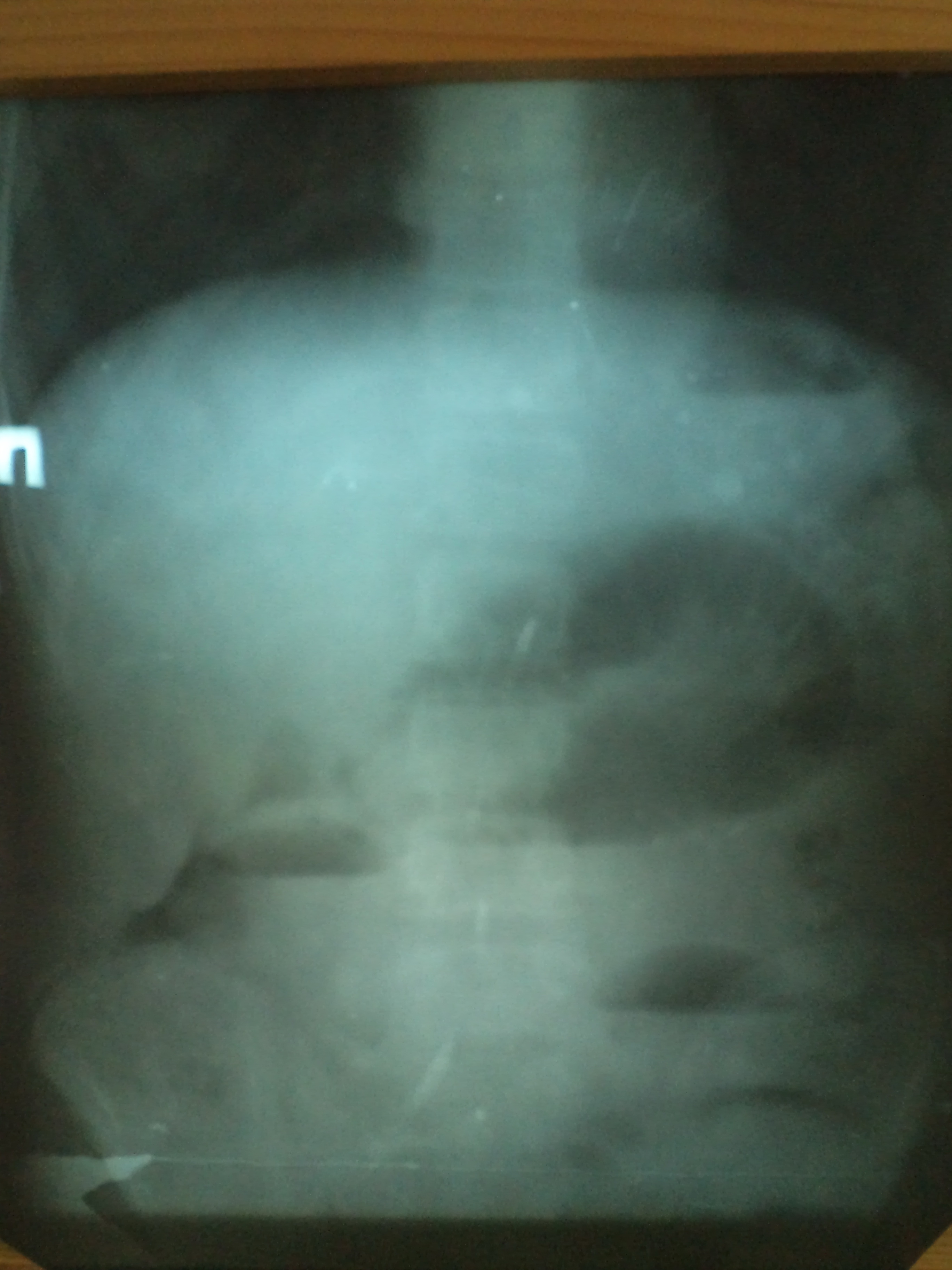
Здуті петлі кишок

### Відео
- Гостра товстокишкова непрохідність (перекрут ободової кишки) на YouTube
- Чаші Клойберга на YouTube
- Мегаколон на YouTube
- Странгуляційна тонкокишкова непрохідність (защемлена внутрішня грижа) на YouTube
- Злукова хвороба, лапароскопічний адгезіолізис на YouTube
- Оперативне лікування механічної кишкової непрохідності на YouTube
- Обтураційна кишкова непрохідність (клубок гельмінтів!) на YouTube